# Vanacampus phillipi
Vanacampus phillipi es una especie de pez de la familia Syngnathidae en el orden de los Syngnathiformes.

## Morfología
Los machos pueden alcanzar 18,4 cm de longitud total.

## Reproducción
Es ovovivíparo y el macho transporta los huevos en una bolsa ventral, la cual se encuentra debajo de la cola.

## Depredadores
Es depredado por Haletta semifasciata y Platycephalus laevigatus .

## Hábitat
Es un pez de mar y de clima subtropical  que vive hasta 24 m de profundidad.

## Distribución geográfica
Se encuentra al sur de Australia: desde  Albany y Cottesloe (Australia Occidental) hasta el sur de Nueva Gales del Sur.